# Alvin Burroughs
Alvin Burroughs (bijnaam Mouse Burroughs) (Mobile, Alabama, 21 november 1911 - Chicago, 1 augustus 1950) was een Amerikaanse jazz-drummer uit het swingtijdperk.
Burroughs groeide op in Pittsburgh en speelde aan het eind van de jaren twintig in Kansa City in de groep van Walter Page (Blue Devils), en met Alphonse Trent. Daarna vertrok hij naar Chicago, waar hij speelde bij Horace Henderson (1937), Earl Hines (1938-1940) en Henry "Red" Allen (1943-1946). Ook speelde hij bij de band van George Dixon. Hij had af en toe een eigen band. Burroughs heeft opgenomen met onder meer Lionel Hampton, J.C. Higginbotham, Benny Carter, Albert Ammons en Bill Harris.
- Bibliothèque nationale de France: cb13945790w (data)
- International Standard Name Identifier: 0000 0000 3219 2909
- Library of Congress Control Number: n94120288
- MusicBrainz: 8778a67e-3f54-4ac4-937e-db905cb76712
- Virtual International Authority File: 417149106369168492840
- WorldCat: E39PBJfCwxXKXM3WjvTfDhTmBP